# Bergtjärnen (Hjulsjö socken, Västmanland)
Bergtjärnen är en sjö i Hällefors kommun i Västmanland och ingår i Norrströms huvudavrinningsområde.